# گنیهر
گنیهر (به انگلیسی: Ganehar) یک منطقهٔ مسکونی در پاکستان است که در پنجاب واقع شده‌است. گنیهر ۱۴۸ متر بالاتر از سطح دریا واقع شده‌است.